# Istituto Nordico per l'Africa
L'Istituto Nordico per l'Africa (in svedese Nordiska Afrikainstitutet, in sigla NAI) opera come centro di ricerca, documentazione e informazione sull'Africa contemporanea per i paesi nordici. L'Istituto conduce ricerca indipendente e di interesse pubblico, fornisce analisi e supporta l'elaborazione di politiche, con l'obiettivo di promuovere una conoscenza dell'Africa contemporanea basata sulla ricerca.

## Storia
L'Istituto Nordico per l'Africa è stato fondato nel 1962 ed è finanziato congiuntamente da Svezia, Finlandia e Islanda. La Danimarca e la Norvegia erano membri del gruppo originario di paesi fondatori e partner finanziatori, ma si sono ritirate rispettivamente nel 2013 e nel 2015. Dal punto di vista amministrativo, l'istituto opera come un'agenzia governativa svedese, e risponde al Ministero degli Affari Esteri. Il Nordic Africa Institute ha sede a Uppsala, in Svezia.
L'Istituto Nordico per l'Africa fa parte di AEGIS, una rete di centri di studi africani in Europa, e ha organizzato la sua quarta conferenza internazionale (ECAS) a Uppsala nel 2011. L'istituto è guidato da un direttore e un Consiglio di programma e ricerca ha il compito di consigliare il direttore. L'idrologa Therése Sjömander Magnusson è direttrice dell'istituto dal 1º ottobre 2019.

## Direttori dell'istituto
- Carl Gösta Widstrand (1962 - 1984)
- Anders Hjort af Ornäs (1984 - 1993)
- Lennart Wohlgemut (1993 - 2005)
- Carin Norberg (2005 - 2013)
- Iina Soiri (2013 - 2019)
- Therése Sjömander Magnusson (2019 - in carica)